# Algarve-Cup 1995
Der Algarve-Cup 1995 war die zweite Austragung des jährlich stattfindenden Turniers für Frauenfußball-Nationalmannschaften und fand zwischen dem 14. und 19. März 1995 an der portugiesischen Algarve statt. Die Mannschaft Schwedens gewann das Turnier vor Dänemark und dem Titelverteidiger Norwegen.

## Teilnehmende Mannschaften
An dem Einladungsturnier nahmen 1995 erstmals acht Mannschaften teil. Erstteilnehmer sind kursiv gekennzeichnet.
| - Dänemark - Finnland - Italien - Niederlande | - Norwegen (Titelverteidiger) - Portugal (Gastgeber) - Schweden - USA |

## Turnierverlauf
Die acht teilnehmenden Mannschaften wurden in zwei Gruppen aufgeteilt und trafen in einem Rundenturnier aufeinander. In der anschließenden Finalrunde spielten die Gruppenvierten, Gruppendritten und Gruppenzweiten um die Plätze sieben, fünf und drei sowie die Gruppensieger im Finale um den Turniersieg.

### Gruppenphase
Gruppe A
| Pl. | Land        | Sp. | S | U | N | Tore    | Diff. | Punkte |
| --- | ----------- | --- | - | - | - | ------- | ----- | ------ |
| 1.  | Schweden    | 3   | 2 | 0 | 1 | 006:300 | +3    | 06     |
| 2.  | Norwegen    | 3   | 2 | 0 | 1 | 005:200 | +3    | 06     |
| 3.  | Niederlande | 3   | 1 | 0 | 2 | 002:400 | −2    | 03     |
| 4.  | Italien     | 3   | 1 | 0 | 2 | 003:700 | −4    | 03     |

|                                             |   |             |     |
| 14. März 1995 in Lagos                      |   |             |     |
| Schweden                                    | – | Italien     | 4:0 |
| 14. März 1995 in Silves                     |   |             |     |
| Norwegen                                    | – | Niederlande | 0:1 |
| 16. März 1995 in Quarteira                  |   |             |     |
| Norwegen                                    | – | Italien     | 3:1 |
| 16. März 1995 in Olhão                      |   |             |     |
| Schweden                                    | – | Niederlande | 2:1 |
| 17. März 1995 in Vila Real de Santo António |   |             |     |
| Niederlande                                 | – | Italien     | 0:2 |
| 17. März 1995 in Portimão                   |   |             |     |
| Schweden                                    | – | Norwegen    | 0:2 |

Gruppe B
| Pl. | Land     | Sp. | S | U | N | Tore    | Diff. | Punkte |
| --- | -------- | --- | - | - | - | ------- | ----- | ------ |
| 1.  | Dänemark | 3   | 3 | 0 | 0 | 010:000 | +10   | 09     |
| 2.  | USA      | 3   | 2 | 0 | 1 | 005:200 | +3    | 06     |
| 3.  | Finnland | 3   | 1 | 0 | 2 | 002:500 | −3    | 03     |
| 4.  | Portugal | 3   | 0 | 0 | 3 | 000:100 | −10   | 0      |

|                           |   |          |     |
| 14. März 1995 in Faro     |   |          |     |
| Dänemark                  | – | Portugal | 5:0 |
| USA                       | – | Finnland | 2:0 |
| 16. März 1995 in Portimão |   |          |     |
| USA                       | – | Portugal | 3:0 |
| 16. März 1995 in Silves   |   |          |     |
| Dänemark                  | – | Finnland | 3:0 |
| 17. März 1995 in Lagos    |   |          |     |
| Dänemark                  | – | USA      | 2:0 |
| 17. März 1995 in Olhão    |   |          |     |
| Finnland                  | – | Portugal | 2:0 |

### Finalrunde
Spiel um Platz 7
|                        |   |          |     |
| 19. März 1995 in Lagos |   |          |     |
| Italien                | – | Portugal | 4:1 |

Spiel um Platz 5
|                           |   |             |                      |
| 19. März 1995 in Portimão |   |             |                      |
| Finnland                  | – | Niederlande | 1:1 n. V., 3:4 i. E. |

Spiel um Platz 3
|                            |   |     |                      |
| 19. März 1995 in Quarteira |   |     |                      |
| Norwegen                   | – | USA | 3:3 n. V., 4:2 i. E. |

### Finale
| Schweden                                     | Schweden | Dänemark | Dänemark |
| -------------------------------------------- | --- | --- | -------- |
| Schweden                                     | \| 19. März 1995 in Loulé (Estádio Municipal) \| \| Ergebnis: 3:2 n. V. (2:2, 1:1) \| \| Zuschauer: 500 \| \| Schiedsrichterin: Sonia Denoncourt ( Kanada) \| \| Spielbericht \| | \| 19. März 1995 in Loulé (Estádio Municipal) \| \| Ergebnis: 3:2 n. V. (2:2, 1:1) \| \| Zuschauer: 500 \| \| Schiedsrichterin: Sonia Denoncourt ( Kanada) \| \| Spielbericht \|                                                                                         | Dänemark |
| Schweden                                     | Elisabeth Leidinge • Kristin Bengtsson, Åsa Jakobsson, Annika Nessvold, Eva Zeikfalvy • Anneli Olsson (72. Susanne Hedberg), Malin Andersson (114. Malin Lundgren) • Anneli Andelén (119. Helen Nilsson), Helene Johansson (56. Lena Videkull), Ulrika Kalte (100. Anna Pohjanen), Pia Sundhage Cheftrainer: Bengt Simonsson | Dorthe Larsen • Kamma Flæng, Lene Terp • Birgit Christensen, Anne Dot Eggers Nielsen, Lisbet Kolding (Karina Christensen), Katrine Pedersen • Helle Jensen , Gitte Krogh (Christina Bonde), Lene Madsen (Christina Petersen), Irene Stelling Cheftrainer: Keld Gantzhorn | Dänemark |
| Schweden                                     | 1:1 Anneli Olsson (36.) 2:1 Anneli Andelén (53.) 3:2 Annika Nessvold (117.) | 0:1 Helle Jensen (22.) 2:2 Helle Jensen (78.) | Dänemark |
| 19. März 1995 in Loulé (Estádio Municipal)   | | |          |
| Ergebnis: 3:2 n. V. (2:2, 1:1)               | | |          |
| Zuschauer: 500                               | | |          |
| Schiedsrichterin: Sonia Denoncourt ( Kanada) | | |          |
| Spielbericht                                 | | |          |